# Афанасьев, Мстислав Платонович
Мстисла́в Плато́нович Афана́сьев (род. 14 января 1967, Москва) — экономист, профессор, доктор экономических наук.

## Образование
- 1991 — МГУ им. М. В. Ломоносова, экономический факультет, диплом с отличием;
- 1992 — Университеты Париж-VII и Париж-VIII, факультет экономики, магистратура;
- 1994 — Очная аспирантура экономического факультета, МГУ им. М. В. Ломоносова;
- 1997 — Парижский институт политических наук (IEP de Paris), факультет экономики, докторантура;
- 2003 — Институт госзакупок ГУ-ВШЭ, повышение квалификации: «управление государственными закупками»;
- 2006 — Высшая школа социальных наук (EHESS), Париж, абилитация директора научных исследований.

## Специальность по образованию и квалификация
- Экономист, преподаватель политической экономии

## Учёная степень
- доктор экономических наук (Россия, 1999);
- доктор экономических наук (Франция, 1997);
- кандидат экономических наук (Россия, 1994);
- магистр экономических наук (Франция, 1992).

## Учёное звание
- профессор (Россия, 2002);
- директор исследований (Франция, 2006).

## Профессиональный опыт
- Рабочий центр экономических реформ при Правительстве России — начальник отдела, первый заместитель руководителя;
- Аппарат Правительства России — начальник Департамента финансов, заместитель Руководителя, первый заместитель Руководителя, и. о. Руководителя;
- Счётная палата России — первый заместитель Руководителя Аппарата, Руководитель Аппарата.
- Государственный университет Министерства финансов Российской Федерации — ректор

## Преподавательская деятельность
- Государственный университет Министерства финансов Российской Федерации — профессор, заведующий кафедрой финансов;
- Высшая школа экономики — старший научный сотрудник, профессор, заведующий кафедрой государственных финансов;
- Российская академия государственной службы при Президенте России — профессор;
- Высшая школа социальных наук (Париж, Франция) — приглашенный научный руководитель.

## Профессиональные интересы
- теория и практика государственных и корпоративных финансов;
- макроэкономика,
- история бюджетной мысли.

М. П. Афанасьев является последовательным сторонником и инициатором развития бакалавриата и магистратуры по программам «Финансы и кредит», «Бухгалтерский учёт, анализ и аудит».

## Учебные курсы
- Бюджет и бюджетная система;
- Финансы государства;
- Бюджетная политика;
- Государственный финансовый контроль;
- Организация государственных финансовых органов.

## Основные публикации
Учебники и учебные пособия
- Основы бюджетной системы (рекомендовано Министерством образования РФ в качестве учебного пособия для экономических специальностей университетов). Предисловие А. Л. Кудрина М., Изд-во ВШЭ, 2004, с. 243, переиздано М., Изд. Дом ГУ-ВШЭ, 2009, с.228;
- Бюджет и бюджетная система (рекомендовано ФГОУ ВПО АБиК в качестве учебника для студентов высших учебных заведений и слушателей программ повышения квалификации и дополнительного образования, обучающихся по направлению «Экономика»; рекомендовано ГОУ ВПО ГУ-ВШЭ в качестве учебника для студентов высших учебных заведений, обучающихся по специальностям «Экономика», «Финансы и кредит»). Предисловие А. Л. Кудрина. М., Издательство Юрайт, 2009, с.777 (с А. А. Беленчук и И. В. Кривоговым);
- Основные направления становления и развития классической бюджетной мысли. Учебно-методическое пособие. — М., изд. Академии бюджета и казначейства, 2009, 66 с.;
- Модернизация государственных финансов (рекомендовано Министерством образования и науки Российской Федерации в качестве учебного пособия для студентов высших учебных заведений, обучающихся по экономическим специальностям университетов). 2-е изд. Предисловие А. Л. Кудрина. М., Изд. Дом ГУ-ВШЭ 2007, с.439 (с И. Кривоговым).

Научные труды
- Очерки истории экономической мысли М.: Изд-во БДЦ, 2005, с. 326;
- Логика дефицитной экономики 2-е изд., переработанное и дополненное М.: РАГС, 2004, с. 160 (1 изд., М., Бит, 1991, с. 182);
- Корпоративное управление на российских предприятиях М.: Интерэксперт, 2000, с. 448;
- Маркетинг: стратегия и практика фирмы М.: Финстатинформ, 1995, с. 214.

Актуальные статьи
- «Общая теория» Дж. М. Кейнса: истоки и будущность (к 75-летию со дня первой публикации) // АБиК. Финансовый журнал. — 2011 .- № 1. — С.151-156.
- Программный бюджет: лучшая практика/ М. П. Афанасьев, А. А. Беленчук, Л. А. Ерошкина, С. Е. Прокофьев, В. В. Сидоренко, А. Г. Силуанов // АБиК. Финансовый журнал. — 2011 .- № 1. — С.5-22
- Основы современной бюджетной системы: европейский аспект // АБиК. Финансовый журнал, 2010, № 1. С. 5-10.;
- Методологические и теоретические основы формулировки закона А. Вагнера. Подходы к его тестированию // Вопросы государственного и муниципального управления, 2009, № 3. С. 47-70 (с Афанасьевым Я. М.);
- Предпосылки формирования теории государственных финансов // Вопросы государственного и муниципального управления, 2008, № 2. С. 50-72 (с И. Кривоговым);
- Финансы правового государства // Вопросы государственного и муниципального управления, 2007, т. 2, № 2-3, с. 17-37 (с И.Кривоговым);
- Модернизация государственных финансов // Вопросы экономики, 2006, № 9, с. 103—112 (с И. Кривоговым);
- Чистота стабилизации // BusinessWeek (Россия), 2006, No7, с.62;
- Европеизация России // BusinessWeek (Россия), 2006, No5, с.62;
- Новая макроэкономика // BusinessWeek (Россия), 2006, No1, с.62;
- Бюджетная реформа в России: итоги и возможные перспективы // Вопросы экономики, 2005, No11, с.57-70 (с И. Кривоговым)
- Управление сбалансированностью федерального бюджета: иностранный долг перед Россией) // Вопросы экономики, 2005, № 4. С. 4-22 (с И. Кривоговым);
- Бюджетирование, ориентированное на результат (новые тенденции) // Вопросы экономики, 2004, № 9. С. 130.

Ридеры (материалы к лекциям)
- Совершенствование бюджетного процесса, М., ВШЭ, 2006, с. 222;
- Реформа федерального бюджета М., ВШЭ, 2004, с. 476.;
- Государственный финансовый контроль М., ВШЭ, 2002, с. 398;
- Бюджетная политика и бюджетный процесс, части 1 и 2 М., ВШЭ, 2000, с. 414.

Основные переводы с французского
- Гарелло Ж. Иллюзии социализма. Предисловие Ю. Б. Кочеврин, М: Текст-Мастер, 1993, с.32 (перевод, послесловие);
- Шаванс Б. Экономические реформы в Восточной Европе. Предисловие А. Ноув, М: Текст-Мастер, 1994, с.160 (перевод, послесловие, отв. редактор);
- Сапир Ж. Новые подходы теории индивидуальных предпочтений и её следствия // Экономический журнал ВШЭ, 2005, Том 9, № 3, с. 325—360 (перевод, научное редактирование);
- Сапир Ж. Экономика информации: новая парадигма и её границы // Экономический журнал ВШЭ, 2005, Том 10 (перевод, научное редактирование).

О работах проф. М. П. Афанасьева
- Малис Н. И. Актуальный учебник по бюджету и бюджетной системе // АБиК. Финансовый журнал, 2010, № 1. С. 157—162;
- Мау В. А., Афанасьев М. П., Кривогов И. В. Модернизация государственных финансов: Учебное пособие // Вопросы экономики, 2007, № 11;
- Орешин В. П. М. П. Афанасьев. Очерки истории экономической мысли // Вопросы экономики, 2005, № 12;
- Чичканов В. Новое системное представление бюджета государства //Вопросы экономики, 2004, № 5;
- Мау В. А. О новой книге // Экономический журнал Высшей школы экономики, Т.8, 2004, № 2;
- Орешин В. П. Новый учебник для финансистов // Вестник РУДН, сер. Экономика, 2004, № 1(10), с.165-166;
- Павлов В. А. Советуем прочитать // Налоги, 2004, № 9;
- Павлов В. А. От «Плана финансов» до наших дней. //Экономика и жизнь, 2004, № 6;
- Макарова Л. Бюджетное устройство РФ// Экономика и жизнь, 2004, № 16;
- Макарова Л. Новый учебник — ВУЗам// Наша власть, 2004, № 4;
- Макарова Л. Основы бюджетной системы// Бизнес образование, 2004, № 3-4;
- Макарова Л. Вышла в свет новая книга по бюджетной системе// Книготорговая газета, 2004, № 3;
- Крикуненко А. След кометы// Доверено защищать, М., Московский рабочий, 1987, с. 128—142.

## Заслуги
- Почётная грамота Федерального Казначейства (Казначейства России) 2010 г.;
- Почетное звание «Заслуженный экономист России» 2009 г.[1];
- Медаль «В память 850-летия Москвы» 1997 г.;
- Медаль «За заслуги в проведении Всероссийской переписи населения» 2002 г.;
- Медаль «В память 300-летия Санкт-Петербурга» 2003 г.;
- Юбилейная медаль «200 лет Министерству финансов России» 2002 г.;
- Памятный знак «200 лет Министерству обороны России» 2002 г.;
- Нагрудный знак Госкомстата России «За активное участие во Всероссийской пepeпuси населения 2002 года» 2002 г.;
- Почетная грамота Счетной палаты Российской Федерации 2004 г.;
- Нагрудный знак ГУВО МВД России «За отличие» 2004 г.;
- Благодарность Председателя Счётной палаты Российской Федерации 2003 г.